# Geluidseffect

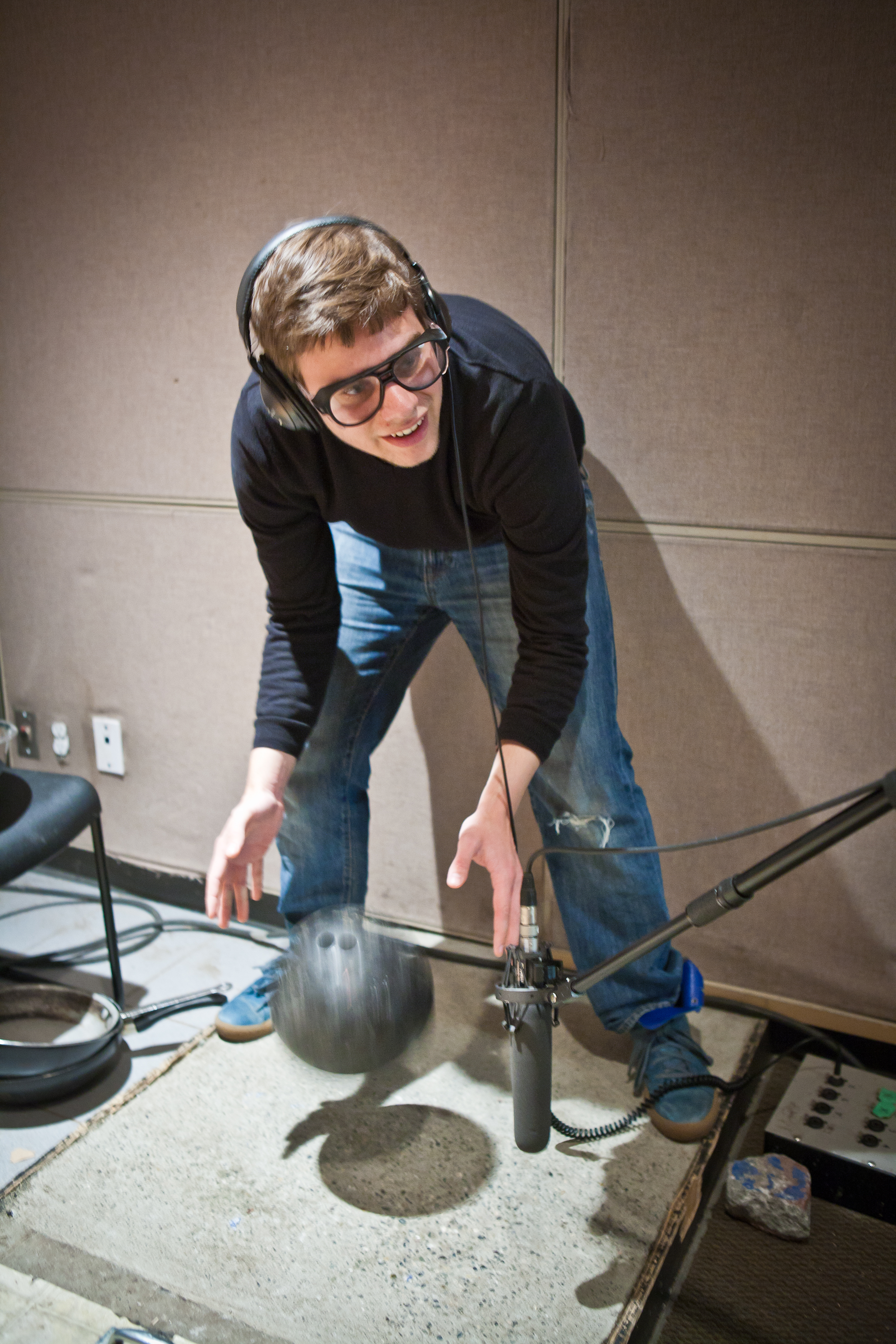
Een foley artist aan het werk in een geluidsstudio

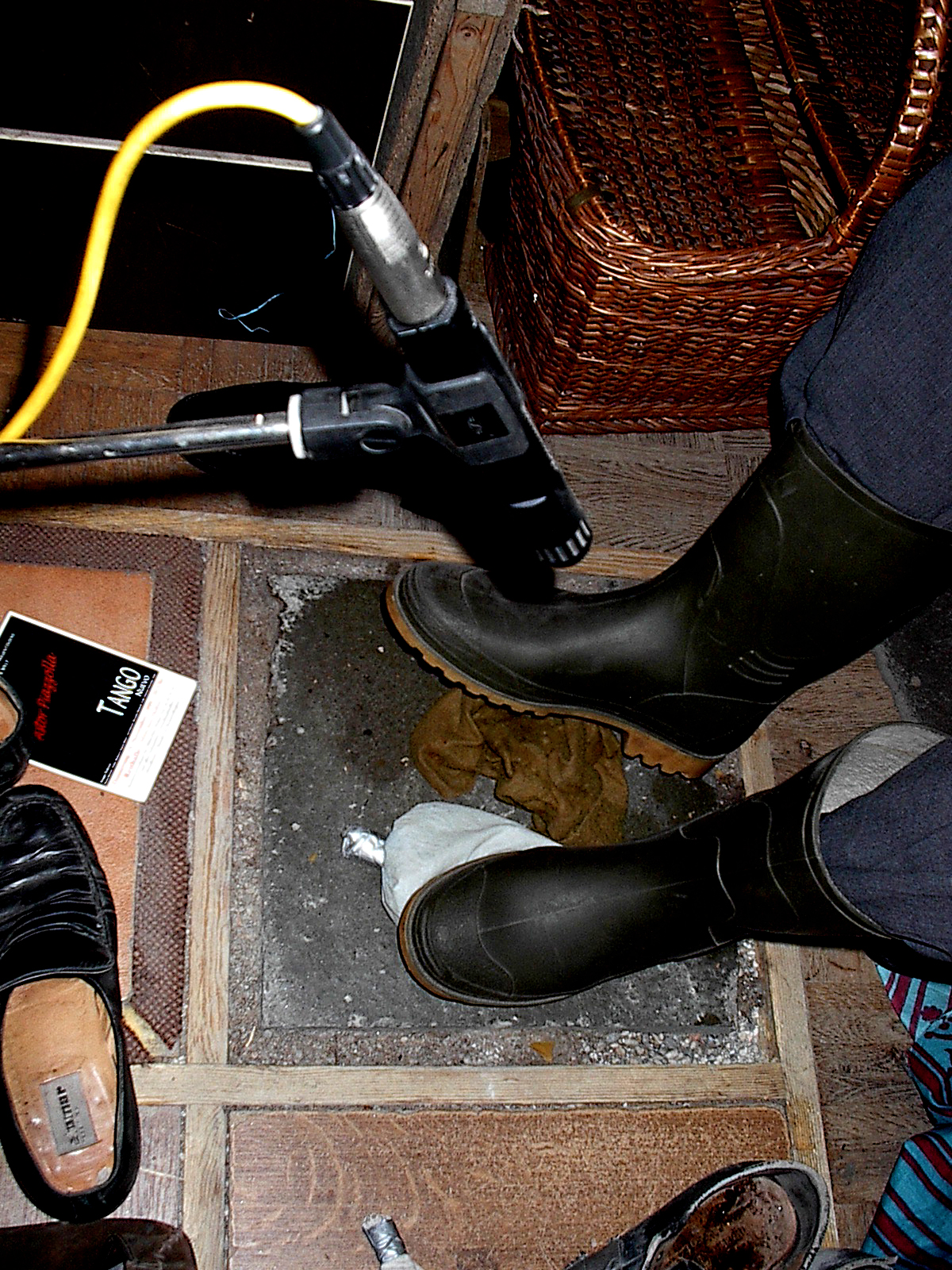
Een foley artist bootst voetstappen na

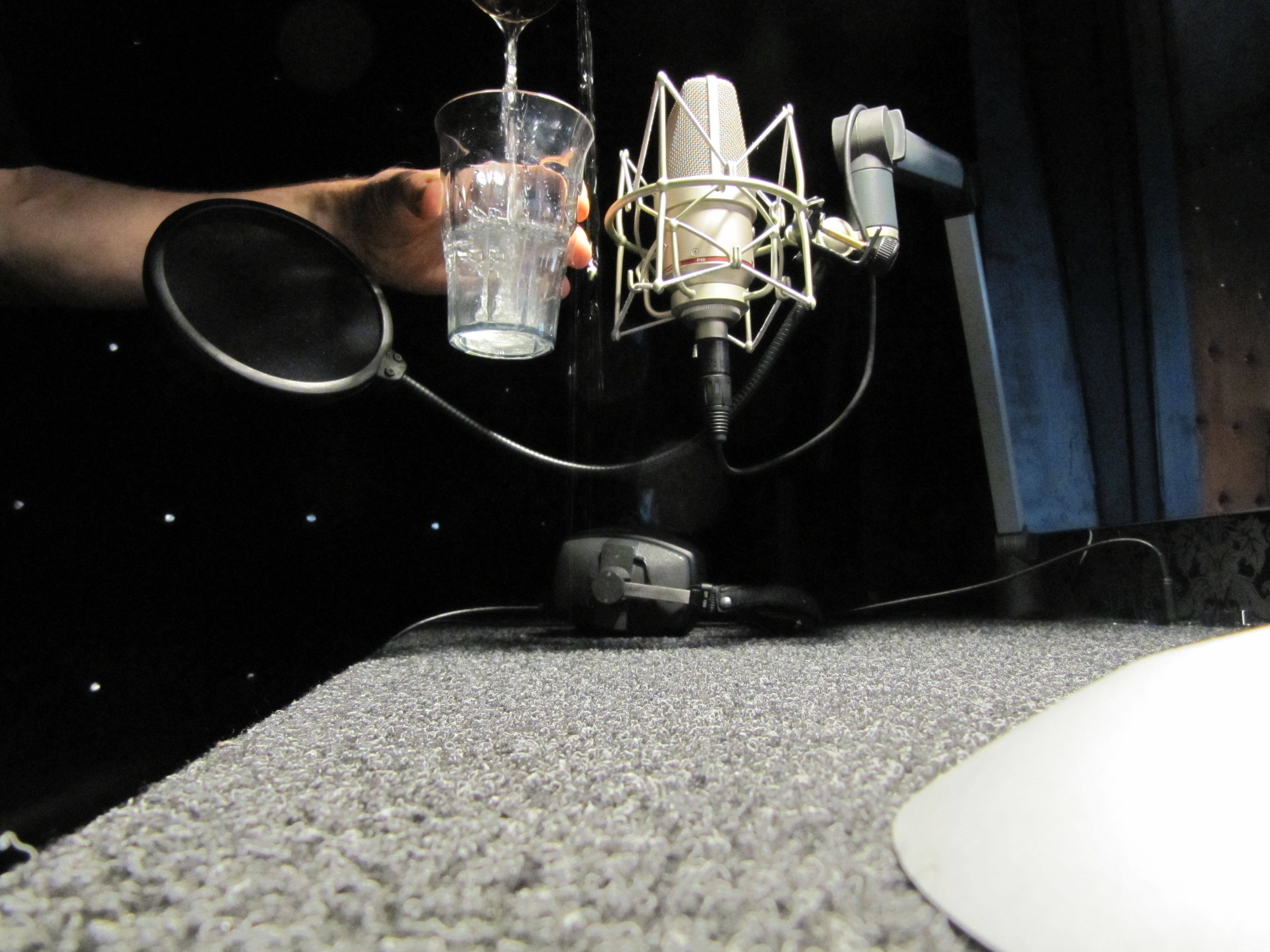
Een foley artist maakt opnames van watergeluiden

Geluidseffecten of audio-effecten (Engels: sound effects, vaak afgekort tot sound FX) zijn kunstmatig gecreëerde of gemanipuleerde geluiden die gebruikt worden in onder meer film, televisie, radio, toneel, computerspellen en muziek.
Geluidseffecten werden al gebruikt in de Griekse oudheid om bijvoorbeeld donderslagen of galopperende paarden na te bootsen in toneelvoorstellingen. De stomme films in de eerste decennia van de 20e eeuw werden vaak begeleid door geluidseffecten die door een geluidsman in de bioscoop werden gecreëerd. Met de komst van de radio in de jaren 1920 werden geluidseffecten ingezet voor hoorspelen. Hierdoor ontwikkelde de techniek zich snel, en al vanaf de midden jaren twintig werden steeds vaker platen met geluidsopnames gebruikt in plaats van de effecten live te creëren – het begin van sampling. Eind jaren twintig schakelden de stomme films over naar geluidsfilms, waarbij de geluidseffecten op het begeleidende geluidsspoor (de soundtrack) werden opgenomen en afgespeeld.
In film en televisie zijn de geluidseffecten een van de drie elementen waar het geluidsspoor uit bestaat, samen met de dialoog (stemmen) en de muziek. Een sound editor verenigt deze drie elementen op het geluidsspoor tijdens postproductie, met behulp van soft- en hardware.
Veel geluidseffecten zijn afkomstig uit standaardbibliotheken (effects libraries). Andere geluiden (zoals voetstappen, vuistslagen, wapengekletter of kussen) worden nagebootst met mechanische middelen door een zogenaamde foley artist (vernoemd naar de geluidseffectenpionier Jack Foley), ook Geräusch(e)macher, bruiteur of geluidenman genoemd. Weer andere geluidseffecten worden speciaal ontworpen door een sound designer. Het betreft hier vooral geluiden die moeilijk na te bootsen zijn of niet in het echt bestaan, zoals laserwapens of fantasiewezens.
Met moderne soft- en hardware kunnen bestaande geluiden gemanipuleerd en vervormd worden tot nieuwe geluiden. Vroeger werden deze effecten bereikt met mechanische middelen, maar vandaag de dag gebeurt het allemaal in de computer. Voorbeelden van deze geluidstechnische effecten zijn echo, galm, tremolo, flanger en phaser. Zulke effecten worden ook gebruikt voor gitaren (het effectpedaal) en andere muziekinstrumenten.
De Wilhelmschreeuw is een beroemd geluidseffect, in 1951 opgenomen en herontdekt door de sound designer Ben Burtt, die het gebruikte in Star Wars. Sindsdien is het opgedoken in vele andere films, waaronder alle Star Wars-vervolgfilms, de drie eerste  Indiana Jones-films, Star Trek: The Motion Picture en The Lord of the Rings: The Two Towers.
Walla is een geluidseffect dat het praten van een groep mensen op de achtergrond nabootst (bijvoorbeeld voor een scène die in een volle zaal plaatsvindt). Dit effect wordt bereikt door een aantal mensen door elkaar heen te laten praten. Het effect wordt walla genoemd omdat men ontdekte dat achtergrondgepraat kon worden nagebootst door een groep mensen die allemaal het fantasiewoord walla herhaalden. Vandaag de dag gebruiken walla-acteurs echter meestal echte dialoog.